# Men'sMax
Men'sMax（メンズマックス）は、日本の企業株式会社エンジョイトイズが開発及び販売しているオナホールなどのアダルトグッズ（性具）ブランドである。

## 沿革
2012年10月、Men'sMaxブランド立ち上げと共に「Men'sMax Feel Hard」（メンズマックスフィール ハード）発売。同時発売として中島化学産業株式会社のローション・ペペとコラボした「Men'sMax Collabo Lotion」（メンズマックスコラボローション）発売。
2013年5月、Feelシリーズ第二弾、「Men'sMax Feel2 Soft」（メンズマックスフィール2 ソフト）発売。
同時期、Feelシリーズの上位シリーズとして「Men'sMax ORB durans」（メンズマックスオーブドゥーランス）発売。
2013年8月、Men'sMax初のカップ製品「Men'sMax Smart」（メンズマックススマート）発売。
2013年11月、「Men'sMax Condoms」（メンズマックスコンドーム）発売。
同時期、全国のMen'sMax取扱店舗で什器のディスプレイコーナーからNo.1を決める「Men'sMaxディスプレイコンテスト」を開催。
2013年12月、「Men'sMax Capsule」（メンズマックスカプセル）、「Men'sMax Orb warmer」（メンズマックスオーブウォーマー）、「Men'sMax Energy lotion」（メンズマックスエナジーローション）発売。
2014年4月には中国上海で開催されたアジア最大のアダルトグッズ展示会「上海国際成人展」に出展。日本のAV女優JULIAがブースに登場し、撮影開始の1時間前からファンがステージ前に殺到するなど賑わいを見せた。
2014年4月17日、Feelシリーズ第三弾、「Men'sMax Feel3 Bubble」（メンズマックスフィール3バブル）発売。
2014年6月1日、メンズマックスのイメージガールにAV女優のJULIA正式決定。
2015年6月、AV女優のあやみ旬果がイメージガールに。
2019年4月、AV女優の小倉由菜がイメージガールに。

## 展示会出展
2014年4月には中国上海で開催されたアジア最大のアダルトグッズ展示会「上海国際成人展」に出展。

日本のAV女優JULIAがブースに登場し、撮影開始の1時間前からファンがステージ前に殺到するなど賑わいを見せた。
2014年11月 - 広州性文化祭（広州アダルトエキスポ）へMen'sMaxとして参加。
2015年4月9日 - 上海成人博覧会（上海アダルトエキスポ2015）へMen'sMaxとして参加。
2015年8月7日 - Men'sMaxイメージモデルのあやみ旬果が香港ファンイベント を開催。
2015年8月23日 - SEXY IDOL MUSIC FESTA 2015へMen'sMaxとして参加。
2015年11月5日‐広州性文化祭（広州アダルトエキスポ）へMen'sMaxとして参加。
2016年4月14日‐上海成人博覧会（上海アダルトエキスポ2016）へMen'sMaxとして参加。
2016年8月5日‐TAE台湾アダルト博覧会（2016）へMen'sMaxとして参加。
2017年4月13日‐上海成人博覧会（上海アダルトエキスポ2017）へMen'sMaxとして参加。
2017年8月4日‐TAE台湾アダルト博覧会（2017）へMen'sMaxとして参加。
2018年8月3日‐TAE台湾アダルト博覧会（2018）へMen'sMaxとして参加。
2019年8月2日‐TRE台北国際成人展（台北レッドエキスポ2019）へMen'sMaxとして参加。

## メディア
- 日刊SPA - 上海のアダルトグッズ展示会リポート第2弾！AV嬢登場に会場の熱気は最高潮
- サイゾー - 大人気AV女優 上原亜衣も驚いたアダルトグッズ！　ローションいらずのオナホール 「FeeL＋Wetch」
- FANZA - あやみ旬果ちゃんもおすすめ！？ 愛液が沁みだす新素材オナホ！！
- 性商網 - CHINA SEXQ